# Delmont (Dakota del Sud)
Delmont è una città della contea di Douglas, Dakota del Sud, Stati Uniti. La popolazione era di 153 abitanti al censimento del 2020.

## Geografia fisica
Secondo l'Ufficio del censimento degli Stati Uniti, ha una superficie totale di 0,76 mi² (1,97 km²).

## Storia
Delmont è stata progettata nel 1886.
Il 10 maggio 2015, un tornado di categoria EF2 sulla scala Fujita avanzata ha colpito Delmont. Ha attraversato la parte orientale della città, distruggendo gran parte degli edifici. Tra questi c'erano anche la Zion Lutheran Church, che possiede oltre un secolo di storia. In seguito a ciò, il governatore del Dakota del Sud, Dennis Daugaard, ha dichiarato lo stato d'emergenza e ha inviato la guardia nazionale per ripulire i disastri causati dall'evento. Nonostante l'entità dei danni, solo nove persone sono rimaste ferite e nessuno è morto. Nel giugno 2015, il sindaco ha affermato che metà dei residenti della città non sarebbe tornata per ricostruire.

## Società

### Evoluzione demografica
Secondo il censimento del 2020, la popolazione era di 153 abitanti.